# Kopi Luwak
Kopi Luwak-kaffe er en kaffedelikatesse og er en meget dyr kaffe. Den er kendetegnet ved, at bønnerne har passeret igennem fordøjelsessystemet på en såkaldt palmeruller eller toddykat (Paradoxurus hermaphroditus) og opsamles fra dyrets afføring, inden de viderebearbejdes.
Kopi Luwak-kaffe optræder i filmen "The Bucket List" med Morgan Freeman og Jack Nicholson i hovedrollerne som døende kræftpatienter.